# Faisal Al-Dakhil
Faisal Al-Dakhil (en árabe: فيصل الدخيل‎); Kuwait, Kuwait; 13 de agosto de 1957) es un exfutbolista kuwaití que jugaba en la posición de delantero.

## Carrera

### Club
Jugó toda su carrera con el Qadsia SC de 1973 a 1989 y logró ganar cuatro títulos de liga y cuatro copas del Emir, la mayoría de ellas durante los años 1970.

### Selección nacional
Jugó para Kuwait de 1974 a 1986 participando en 67 partidos y anotó 36 goles, ganó la Copa Asiática 1980, participó en los Juegos Olímpicos de Moscú 1980 en donde anotó tres goles ante Nigeria, y jugó en la Copa Mundial de Fútbol de 1982, anotando el primer gol de Kuwait en una copa Mundial de Fútbol en el empate 1-1 ante Checoslovaquia. También ganó la Copa de Naciones del Golfo en dos ocasiones.

## Logros

### Club
- Liga Premier de Kuwait: 4

1972–73, 1974–75, 1975–76, 1977–78
- Copa del Emir de Kuwait: 4

1973–74, 1974–75, 1978–79, 1988–89

### Selección nacional
- Copa Asiática: 1

1980
- Copa de Naciones del Golfo: 2

1976, 1986